# Степа
Степа (од рус. степь) је, у физичкој географији, област обрасла ниском травом, без много дрвећа, изузев оних у близини река и језера. Веома су плодне (њихово земљиште је чернозем) и преношењем у оранице употребљавају се за узгој аграрних биљака. Назив степа је настао у Русији за травнате области, док се за травнате формације у тропским и суптропским областима користи израз савана. Овај термин се исто тако користи за означавање климе која се среће у областима које су сувише суве да би подржале шуме, али не довољно суве да би биле пустиње.
Степе су распрострањене у областима ниже надморске висине. Највећим делом се налазе у Русији, од Валајског побрђа до Црног мора. Њихова аналогија у другим деловима света су прерије (Северна Америка), пампаси (Јужна Америка) и пусте (Панонска низија). У јужној Африци, оне се називају велд. Ове травне формације су са доста густим травама, у зависности од сезоне и латитуде. Идући ка пустињама или полупустињама оне се разређују.
Степе су обично карактерисане са полупустињском или континенталном климом. Температурни екстреми се могу забележити лети до 45 °C (113 °F) и зими, −55 °C (−67 °F). Осим ове огромне разлике између лета и зиме, разлике између дана и ноћи су исто тако велике. На висоравнима Монголије и северне Неваде, температура од 30 °C (86 °F) може се постићи током дана, а пасти испод 0 °C (испод 32 °F) током ноћи.

## Два типа
Могу се препознати две врсте степа:
- Умерене степе: „праве” степе, присутне у континенталним областима света; оне се могу даље рашчланити у категорије попут степа Стеновитих планина.[2]
- Суптропске степе: слична асоцијација биљака које се могу наћи у најсушнијим подручјима са климом попут медитеранске; оне обично имају краткотрајни влажни период.[3]

Особене типове степа представљају грмасте степе и алпске степе.
Евроазијске травнате степе са пашњацима, саванама и грмастим пределима умереног подручја су допринеле ширењу употребе коња и точка, као и индоевропских језика. Ендоевропска експанзија и разне инвазије коњаничко стрелачких цивилизација степа коначно су довеле до на пример успона микенске Грче путем амалгамације Индоевропљана са аутохтоним прегрчким становништвом, као до њеног уништавања услед Дорске најезде током колапса бронзаног доба, чему је следила пропаст Ахајаца, ширење народа са мора, и коначно успон архајске и ултиматно класичне Грчке.

## Општи изглед, клима
Степу чини ниска зељаста вегетација, са ксерофитним и микротермним зељастим биљкама (што значи прилагођеним суши и мразу), већином из фамилије трава.
Степе припадају зоналном типу вегетације и заузимају велике области у умереној зони евроазијског и северноамеричког континента, као и у Јужној Америци, Африци и Аустралији, и то у оним подручјима у којима влада континентална клима, са релативно малим количинама воденог талога за време лета. Тако степску климу одликују хладна зима и доста сув вегетациони период (пролеће-лето-јесен), у коме се истиче жарко лето. Степска вегетација се развија за време лета, док за време зиме настаје прекид у вегетацији.
Степе су распрострањене на чернозему, типичном степском земљишту, које се одликује великом плодношћу. Зато су степе узораване и претваране у пољопривредне површине, па је недирнута степска вегетација данас ограничена само на мање површине.

## Живи свет

### Флора
За степску вегетацију врло је карактеристична изванредна динамичност фенолошких промена, која се огледа у брзом смењивању великог броја различитих аспеката у току вегетационог периода, тј. смени различитих врста. Степску вегетацију сачињавају углавном ксерофитне зељасте биљке, прилагођене сушном лету континенталне климе, и то пре свега биљке из фамилије Graminae, нарочито бусенасте траве са уским листовима. Од њих су најкарактеристичније врсте из родова Stipa, Festuca, Agropyrum, Poa, Koeleria. Значајно је да је род Stipa (ковиље) заступљен, наравно са различитим врстама, у свим степама, без обзира на коме се континенту налазе.
За природне степе је посебно карактеристично изванредно богатство врстама, тако да у неким северноруским степама на 1 м² има и до 80 различитих врста биљака.
Од животних форми за степе су нарочито карактеристичне хамефите (укључујући и бусенасте траве), а у неким и хемикриптофите. Највећи број степских биљака припада ксерофитама, врло различитим по својим морфолошким и физиолошким особинама. Бусенасте траве су посебно карактеристичне, јер се осим бусенастог гранања одликују нарочито и уским листовима који се за време суше увијају у цев (тип стипаксерофита).
Насупрот ксерофитним биљкама, којима ксероморфне особине омогућавају да издрже летњу сушу, и да се на тај начин развијају током читавог вегетационог периода, налазе се ефемере (пролећнице) и ефемероиде једногодишње и вишегодишње биљке које су више мезоморфне и које се брзо и до краја развијају још за време кратког влажног периода, обично у пролеће, избегавајући тиме сушни период.
За степе је такође врло карактеристична животна форма биљака „котрљана“, више или мање лоптастих биљака које се после сазревања семена одвајају од земље и ношене ветром котрљају по степи постепено расипајући успут своје семе.
Као специфичну животну форму треба навести и степске жбунове и полужбунове (Prunus spinosa, Laburnum anagyroides, Thymus serpyllum и др.). Најзад треба поменути маховине, лишајеве и алге који понекад у степама стварају посебан, приземан, најнижи спрат.
Степска вегетација распрострањена је, као зонална вегетација, на огромним просторима у умереним и континенталним областима Европе, Азије, Северне и Јужне Америке, Африке и Аустралије (у Северној Америци то су прерије, а у Јужној пампе). У Европи и Азији степе се у виду појаса пружају од запада према истоку, почињући од Панонске низије где су развијене фрагментално, све до североисточне Кине где заузимају простране области. Дуж своје северне границе степе се граниче шумама (листопадним или четинарским), а на југу пустињама. Граница између степе и ових суседних вегетација није оштра, већ постоји читав низ прелаза и мешовитих заједница: на северу је подзона шумостепе, а на југу подзона полупустиња.

### Фауна
Степа има своју карактеристичну фауну. Најтипичније животиње јесу текуница (Spermophilus citellus), степски твор (Mustela eversmannii), бабак (Marmota bobak) и скочимиш (Allactaga major), а од птица степски соко (Falco cherrug), дропља (Otis tarda) и степски орао (Aquila nipalensis).